# 梅谷站 (韓國)
梅谷站（：／ Maegok yeok */?）是中央線沿線的一座鐵路車站，位于韓國京畿道楊平郡楊東面，有ITX-新村及無窮花號列車停靠。

## 历史
- 1968年9月1日：开始使用。
- 2012年9月25日：新站舍启用。

## 相鄰車站
韓国铁道公社
中央线
日新－梅谷－楊東